# Implicitní náklady
Implicitní náklady je jiný název pro náklady obětované příležitosti (OPC) - a to právě proto, že nejsou vidět. Vyjadřují ztrátu užitku z nejlepší nerealizované varianty, která mohla být uskutečněna místo varianty, kterou jsme realizovali. OPC je nutné zahrnout do našeho rozhodování a jsou součástí ekonomického zisku firem.
Když např. kupujeme určitý statek, porovnáváme jeho užitek s užitkem z jiných statků, které si můžeme za danou částku peněz koupit. Měli bychom se rozhodnout tak, že koupíme statek, který nám přináší největší užitek. Statek, který by nám přinášel druhý největší užitek potom představuje naše náklady obětované příležitosti.